# Красный инструментальщик
Красный инструментальщик КРИН- инструментальный завод в городе Кирове. Полное наименование— Кировский завод „Красный инструментальщик”

## История

### Советское государство

#### Ленинградский период
```
Начальству в высоких креслах
Однажды пришло озарение:
Идти по пути прогресса
Нельзя без средств измерения.

Но только за них чего ради
Платить валюту и дальше
И создан был в Ленинграде
«Красный инструментальщик».
```

В 1926 году в Ленинграде председателем ВЦИК Михаилом Ивановичем Калининым было проведено совещание с местными хозяйственниками, на котором был поставлен вопрос острой нехватки измерительного инструментария на производстве, который приходилось покупать за рубежом. Исправить положение взялся Карп Ильич Тихомиров, директор завода «Красногвардеец», специализирующегося на выпуске хирургического инструментария. Он собирает команду высококвалифицированных рабочих и создаёт артель, которую называли «Красный инструментальщик».
Инструменты собирались вручную, и артель переживала не лучшие времена. Помог случай. На объявленном конкурсе по организации выпуска шпульных колпачков проект конструкторов артели занял первое место, и «Красный инструментальщик» получил крупный госзаказ на данную продукцию. Полученные деньги позволили купить новое станочное оборудование за рубежом, освоить новые виды производства.
11 апреля 1930 года артель национализируется. 12 апреля на её базе создаётся завод «Красный инструментальщик», который передаётся во вновь созданный «Всесоюзный инструментальный трест». Эта дата считается официальным «днём рождения» завода.
Директором завода назначается Иван Иванович Иванов. Оснащение нового инструментального завода обновлено современным оборудованием. Нанимается высококвалифицированный персонал. К этому времени производственная база насчитывает 135 единиц оборудования и около 500 сотрудников. Производство шпульных колпачков доведено до 500 тысяч в год.
В 1931 году новым директором завода становится Пётр Григорьевич Говард. Завод полностью перешёл на выпуск измерительного инструмента. Было освоено производство микрометров, штангенрейсмасов, транспортирных угломеров, глубиномеров и концевых мер длины. Последние стали успешно вытеснять импортные, покупаемые в Швеции и Германии.
Возрастали объёмы выпуска инструментов. В 1932 году их валовое производство на заводе составляло 9,1 млн рублей. В 1933 году — уже 13 млн. Поскольку ранее эти товары покупались только за границей, экономия валюты за счёт завода в 1932 году составила 1,4 млн золотых германских марок, в 1933 году — 2,2 млн.
Завод переезжает в здание бывшей пробочной фабрики. 10 цехов завода постепенно переходят на замкнутый цикл производства. Внедряется система планово-предупредительного ремонта. Каждый станок и единица оборудования закрепляются за конкретным работником, что помогло сократить стоимость и длительность ремонта. Коллектив работает под девизом «Ни одной копейки золотом на импорт измерительного инструмента!» На конкурсе, проведённом Всесоюзным инструментальным объединением, технический план завода «Крин» признан лучшим и получил первую премию.
Глава Ленинградского обкома партии тогда, Сергей Миронович Киров, выступая с одним из докладов, сказал:
…Для того, чтобы найти завод, который справился не только с количественными, но и с качественными показателями программы, приходится обойти гигантов, и обратиться к заводам, так сказать, второй величины. Вот здесь мы действительно находим предприятия, достойные о том, чтобы о них говорить…, чтобы их поставить в пример другим. Я вам назову, товарищи, такой относительно небольшой для нашего ленинградского масштаба завод, как «Красный инструментальщик». Он выполнил годовую программу по валовому продукту на 138 %, поднял производительность труда на 38 % выше плана и на 68 % выше, по сравнению с 1931 годом, снизил себестоимость на 30,8 %, в то время как по плану дано снизить на 12,8 %. Как видите, показатели неплохие, и остаётся пожелать, чтобы и в 1933 году завод остался на том же высоком уровне…
…Я назвал предприятия, которые могут и для десятков других, в том числе и для заводов, превосходящих их по размерам во много раз, быть примером, как надо работать, каких показателей надо добиваться.
В 1935 году, по случаю завершения первой пятилетки заводом, народному комиссару Г. К. Орджоникидзе был отправлен рапорт, в котором говорилось, в частности:
При минимальных капитальных затратах, при незначительном увеличении основного капитала и парка оборудования завода за 4 года (с 1931 по 1934) добился увеличения объёма производства в 4 раза. Расширение производства шло исключительно за счёт освоения новых изделий, в 1934 году их выпуск достиг 44 наименований, в то время как в 1931 году номенклатура завода ограничивалась лишь шестью типоразмерами инструментов. Экономия валюты за 4 года составила 9,2 миллиона золотых германских марок.
В результате упорной борьбы коллектива предприятия за план, на основе социалистического соревнования и ударничества, завод вышел на одно из первых мест, и стал главным производителем измерительного инструмента и приборов высокой точности для наших машиностроительных заводов. Из двух заводов в СССР по выпуску наборов концевых мер длины, позволяющих сохранять и поддерживать единство измерений в стране, «Красный инструментальщик» в настоящее время является ведущим.
В 1938 году директором завода становится Семён Иванович Калинин, брат «всесоюзного старосты» Михаила Ивановича Калинина. Особое внимание он уделяет совершенствованию профессиональных и технических кадров. В 1939 году на заводе насчитывалось более 200 изобретателей и рационализаторов, которые внедрили за год 3,5 тысячи рационализаторских предложений. Приобретает массовый характер Стахановское движение. К 1940 году уже 60 % сотрудников завода стали «стахановцами».
Постоянно совершенствуется продукция завода. За 1938—1939 года был освоен 21 типоразмер новых измерительных инструментов. На заводе впервые в стране была применена технология армирования рабочих поверхностей инструментов. Это позволило увеличить срок их службы в 2—3 раза.
В 1940 году коллектив завода выступил с обращением ко всем рабочим и служащим инструментальных заводов страны. В нём он призывал другие предприятия последовать примеру «Крина» и ликвидировать второй сорт продукции, давая стране только высококачественный инструмент. Обращение поддержали коллективы заводов «Калибр», «Фрезер» и др. «Красный инструментальщик» становится ведущим предприятием отрасли.

#### Кировский период
```
Фашисты вокруг Ленинграда
Их с ходу уже не осилить
Немедленно вывезти надо
Заводы в глубинки России.

Под зелень огней светофоров
Составы помчались длинно,
И принял глубинный наш город
Станки и работников «Крина».
 
```

В июне 1941 года начинается Великая Отечественная война. С первых же дней войны на фронт ушло 174 заводчанина. «Крин» получил особый заказ, выполнение которого требовалось строго по графику. Стала очевидна угроза Ленинграду, и Государственный Комитет Обороны принимает решение эвакуировать стратегически важные предприятия из города.
«Красному инструментальщику» было предписано вывезти оборудование и всё необходимое для производства в Киров. Первый эшелон был отправлен 19 июля 1941 года. Второй — в конце июля, и третий — в середине августа. Было вывезено 330 станков из 430, оборудование сопровождали 259 криновцев (15 % всего кадрового состава). Так же были привезены штампы, приспособления, оптико-механические приборы, незавершённые детали, техническая документация. Общее руководство эвакуацией осуществлял Алексей Исаакович Гречухин.
Для размещения «Крина» были выделены производственные мощности ликёроводочного завода. Его тяжелое оборудование в короткие сроки демонтировали и убрали. В общей сложности получилось освободить под производство 6711 м² (35 % от того, что было в Ленинграде). Площади бывшего ликёроводочного завода не были предназначены для станочного парка. Изначально здесь были построены винные склады ещё до революции, из-за этого приходилось решать много технических задач при размещении.
С сентября 1941 года завод начал давать первую продукцию после эвакуации.

### После распада СССР
В 1990 году завод из государственного предприятия был преобразован в арендное АО «КРИН».

## Продукция
- Штангенглубиномеры
- Штангенрейсмасы
- Штангенциркули
- Глубиномеры
- Нутромеры
- Стенкомеры
- Толщиномеры
- Стойки
- Штативы
- Микрометры
- Угломеры
- Индикаторы
- Меры длины и другое